# Aphaenogaster projectens
Aphaenogaster projectens é uma espécie de inseto do gênero Aphaenogaster, pertencente à família Formicidae.